# Maszkowice (województwo małopolskie)
Maszkowice – wieś w Polsce, położona w województwie małopolskim, w powiecie nowosądeckim, w gminie Łącko.
Wieś duchowna, własność klasztoru klarysek w Starym Sączu, położona była w drugiej połowie XVI wieku w powiecie sądeckim województwa krakowskiego. W latach 1954–1960 wieś była siedzibą władz gromady Maszkowice, po jej zniesieniu w gromadzie Łącko. W latach 1975–1998 miejscowość administracyjnie należała do województwa nowosądeckiego.
Maszkowice leżą w odległości 3 km od Łącka. Wieś liczy około 1100 mieszkańców.

## Integralne części wsi
| przysiółki | Biały Potok, Brzeg, Gawronówka, Gorzków, Kubciówka, Łaz, Łąkta, Łęg, Młaki, Na Potoki, Obłaz, Paleniska, Pasiudówka, Radowa, Skutówka, Szyszkówka, Śliwowiec, Świniarnia, Ubocz, Wesoła, Wiela, Wnękówka, Wyrobiska |
| części wsi | Koszarki, Królowa, Na Przybiercz, Na Wapelną, Polana, Pultowskie, Równia, Zawodzie, Zbożniówka |

## Historia
Pierwsza historyczna wzmianka o wsi pochodzi z 1280 roku i znajduje się w dokumencie fundacyjnym na rzecz klasztoru klarysek. Według legendy w Maszkowicach urodził się Zyndram z Maszkowic, polski rycerz, bohater bitwy pod Grunwaldem.
Na Górze Zyndrama usytuowany jest pomnik, spod którego roztacza się panorama na Dolinę Łącka. Nad Dunajcem znajdują się źródła siarczanej wody, które mają właściwości lecznicze.
Miejscowość zamieszkuje 157 Romów ze szczepu Bergitka Roma, mieszkają w 32 prowizorycznych domach. W 2004 roku gmina ufundowała im cztery kontenery i kilkanaście osób zameldowano w pobliskim Jazowsku. Romowie na ten teren przybyli po II wojnie światowej, zatrudniając się w pobliskich kamieniołomach, obecnie wielu z nich jest bezrobotnych.

## Ochotnicza straż pożarna
Ochotnicza Straż Pożarna w Maszkowicach istnieje od 1940 roku i posiada samochód bojowy Renault Midlum

## Demografia
Ludność według spisów powszechnych (w 2009 według PESEL).
| Rok    | 1900 | 1921 | 1931 | 2002 |
| Liczba | 119  | 136  | 144  | 200  |

| Zwierzęta | Konie | Bydło | Owce | Świnie |
| Liczba    | 59    | 340   | 347  | 177    |

## Zabytki
Obiekt wpisany do rejestru zabytków nieruchomych województwa małopolskiego.
- Grodzisko.
Na wzgórzu Zamczysko, zwanym też „Górą Zyndrama”, w latach 1959–1975 prowadzono pierwsze badania wykopaliskowe, podczas których odkryto dobrze zachowane pozostałości prehistorycznej osady[13]. Osada lub kilka kolejnych osad istniała tam od XX do połowy I w. p.n.e.[13], czyli od wczesnej epoki brązu do schyłku okresu lateńskiego[13]. W wyniku prac archeologicznych prowadzonych od 2010 roku odsłonięto obronne osiedle z wczesnej epoki brązu, około 1750 r. p.n.e., które otoczone było kamiennym murem o konstrukcji mającej swoje wzorce w basenie Morza Śródziemnego i niemającej podobieństwa w tej części Europy[14].